# القواعد والفوائد الأصولية (كتاب)
القواعد والفوائد الأصولية هو كتاب في أصول الفقه , ألفه الحافظ ابن اللحام (754-803) , يبحث المؤلف في كتابه في أصول الفقه , فيذكر قواعده والفوائد الأصولية على كل قاعدة , مع ذكر المسائل الواردة فيه المهمة للشرح والتفسير , وقد اغنى هذا الكتاب مكتبة الأصول وهو كتاب مهم للباحث في أصول الفقه وقواعده.
وقد تحدث الحافظ ابن اللحام في مقدمة كتابه عن تأليفه لهذا السفر:
| القواعد والفوائد الأصولية (كتاب) | أما بعد فإن علم أصول الفقه لما كان في علم الشريعة كواسطة النظام متوسطا بين رتبتي الفروع وعلم الكلام وهو علم عظيم شأنه وقدره وعلا في العالم , شرفه ومخبره , إذ ثمرته ما تضمنته الشريعة المطهرة من الأحكام وبه تحكم الأئمة الفضلاء مباحثهم غاية الإحكام , استخرت الله في تأليف كتاب أذكر فيه قواعد وفوائد أصولية وأردف كل قاعدة بمسائل تتعلق بها من الأحكام الفروعية , والله اسأل النفع المتعدى به واللازم وأن يجعله خالصا لوجهه الكريم الدائم فإنه مجيب دعوة المضطرين وهو خير موفق ومعين | القواعد والفوائد الأصولية (كتاب) |